# Antoni Lubomirski
Antoni Lubomirski (1718–8 mars 1782), prince polonais de la famille Lubomirski, grand gardien de la Couronne (1748), lieutenant-général, voïvode de Lublin, castellan de Cracovie, staroste de Piotrków.

## Biographie
Antoni Lubomirski est le fils de Józef Lubomirski et de Teresa Mniszchówna.
Il est le propriétaire de Przeworsk et Boguchwała.

## Mariages
En 1749, il épouse Apolonia Ustrzycka (en). Après leur divorce, en 1754, il épouse Zofia Krasińska,